# 桟敷峠
桟敷峠（さじきとうげ）は、徳島県三好郡東みよし町西庄と三好市東祖谷落合深渕にある徳島県道44号三加茂東祖谷山線の峠。標高約1,021m。「棧敷峠」とも表記される。にし阿波お勧めビューポイント100選選定。

## 地理
徳島県三好郡東みよし町西庄と三好市東祖谷落合深渕との境にある峠。峠道は古くから吉野川流域の平野部と祖谷地方とを結ぶ幹線路のひとつで、落合峠を経て東祖谷落合へ通じる。
現在はこの峠を越え徳島県道44号三加茂東祖谷山線が東祖谷落合まで通じている。
峠道には寛政5年（1793年）の地蔵尊がある。